# Medisores
Medisores is een geslacht van kevers uit de familie van de loopkevers (Carabidae). De wetenschappelijke naam van het geslacht is voor het eerst geldig gepubliceerd in 1987 door R.T. & J.R. Bell.

## Soorten
Het geslacht Medisores is monotypisch en omvat slechts de volgende soort:
- Medisores abditus R.T. & J.R.Bell, 1987